# Ernst Marcus
Ernst Marcus (Berlino, 8 giugno 1893 – San Paolo, 30 giugno 1968) è stato uno zoologo tedesco.

## Biografia
Laureatosi in zoologia presso la Friedrich Wilhelms Universität di Berlino, nel 1914 iniziò un dottorato in entomologia, che dovette interrompere a causa dello scoppio della prima guerra mondiale, alla quale partecipò come componente di un reggimento di cavalleria. Nel 1919, dopo la fine della guerra, conseguì il titolo di dottorato con una tesi sui coleotteri.
Nel 1923 ottenne un incarico universitario come assistente dello zoologo Karl Heider (1856–1935).
Nel 1924 sposò Eveline Du Bois-Reymond, nipote di Emil Du Bois-Reymond, con la quale diede vita a una prolifica collaborazione scientifica.
Nel 1935, con l'avvento del nazismo, Marcus, di famiglia ebrea, fu privato del suo incarico universitario. Nel 1936, assieme alla moglie, si trasferì in Brasile dove gli fu offerto un incarico professore di zoologia all'Università di San Paolo, dove inizio ad occuparsi prevalentemente di biologia marina.
È stato fondatore dell'Istituto Oceanografico della Università di San Paolo.

## Alcune opere
- Ernst Marcus, Notizen über einiges Material mariner Bryozoen des Berliner Zoologischen Museums, in Sitzungsberichte der Gesellschaft naturforschender Freunde zu Berlin, vol. 7, 1920,  pp. 255-284.
- Ernst Marcus, Über die Verbreitung der Meeresbryozoen, in Zoologischer Anzeiger, vol. 53, 9–10, Leipzig, 1921,  pp. 205-221.
- Ernst Marcus, Hydrostatik bei Meeresbryozoen, in Verhandlungen der Deutschen Zoologischen Gesellschaft, vol. 29, Leipzig, 1923,  pp. 39-41.
- Ernst Marcus, Zur vergleichenden Embryologie der Bryozoen, in Mitteilungen aus dem Zoologischen Museum in Berlin, vol. 11, n. 1, 1924,  pp. 157-166.
- Ernst Marcus, Zum Polymorphismus der Bryozoen, in Verhandlungen der Deutschen Zoologischen Gesellschaft, vol. 30, Leipzig, 1925,  pp. 152-159.
- Ernst Marcus, Sobre alguns phenomenos da vida dos Bryozoarios Marinhos, in Arquivos do Instituto Biológico, São Paulo, vol. 7, 1936,  pp. 207-208.
- Ernst Marcus, Bryozoarios marinhos brasileiros, in Boletim da Faculdade de Filosofia, Ciências e Letras da Universidade de São Paulo, Série Zoologia, 1–3, 1937–1939.
- Ernst Marcus, Sobre Catenulida Brasileiros, in Boletim da Faculdade de Filosofia, Ciências e Letras da Universidade de São Paulo, Série Zoologia, vol. 10, 1945,  pp. 3-133.
- Ernst Marcus, Turbellaria Brasileiros, in Boletim da Faculdade de Filosofia, Ciências e Letras da Universidade de São Paulo, Série Zoologia, 12–17, 1947–1952.
- Ernst Marcus, Opisthobranchia from Brazil, in Boletim da Faculdade de Filosofia, Ciências e Letras da Universidade de São Paulo, Série Zoologia, vol. 20, 1955,  pp. 89-261.

| Er. Marcus è l'abbreviazione standard utilizzata per le specie animali descritte da Ernst Marcus. Categoria:Taxa classificati da Ernst Marcus |